# Bicapa lipídica

Esta bicapa lipídica fluida é construída inteiramente de fosfatidil colina

A bicapa lipídica ou camada bilipídica é formada pelo acoplamento de distintos lípidos anfipáticos, ou seja, que têm uma extremidade ("cabeça") hidrófila (pólo lipófobo) e uma "cauda" lipófila (pólo hidrófobo), que quando se encontram em um meio aquoso se orientam espacialmente, de tal maneira que as cabeças hidrofílicas se orientam até o exterior (até o meio aquoso) e as caudas hidrófobas se dirigem ao interior, formando uma região lipófila.
As duplas capas lipídicas são o fundamento de todas as membranas biológicas e sua estrutura se ajusta ao modelo de mosaico fluido de Singer e Nicholson (1972). No caso de membranas biológicas, a distribuição dos diferentes lípidos é assimétrica .
Nos lípidos presentes nas membranas biológicas, a cabeça hidrofílica procede de um destes três grupos:
1. Glucolípidos, cujas "cabeças" contém um oligossacarídeo de 1 a 15 monossacarídeos.
2. Fosfolípidos, cujas cabeças contém um grupo carregado positivamente que se enlaça à cauda por um grupo fosfato carregado negativamente.
3. Esteróides, cujas cabeças contém um anel esteróide planar, por exemplo, o colesterol, exclusivo dos animais.

A bicapa lipídica pode formar:
1. Duplas capas planas que não têm limite de extensão.
2. Micelas, que podem alcançar certo tamanho.
3. Membranas
4. Túbulos.